# Simboli LGBT-a
Simboli LGBT-a različitog su porijekla i značenja, a njihova ključna uloga je izražavanje vidljivosti, jedinstva, ponosa, zajedničkih vrijednosti i međusobne povezanosti zajednice LGBT-a. Danas najpoznatiji simboli su zastava duginih boja i ružičasti trokut.

## Ružičasti trokut
Ružičasti trokut (Rosawinkel) izvorno je bio korišten u sustavu obilježavanja zatvorenika u nacističkim logorima, a označavao je homoseksualne muškarce. Početkom 1970-ih gejske organizacije u Njemačkoj i SAD-u počele su koristiti ovaj simbol u znak sjećanja na žrtve nacističkog progona, ali i u znak protesta zbog stalne diskriminacije. Sredinom 1980-ih skupina ACT-UP (engl. AIDS Coalition to Unleash Power) usvojila je ružičasti trokut s vrhom prema gore kao simbol "aktivne borbe nasuprot pasivnog pomirenja sa sudbinom", uz kojega se pojavljuje moto tišina = smrt (engl. Silence = Death).

## Crni trokut
Crni trokut je istog porijekla kao i ružičasti trokut. Iako lezbijke nisu bile kažnjavane prema paragrafu 175., bile su svrstavane u "asocijalnu" skupinu koja je u nacističkim logorima označavana crnim trokutom. Neke su lezbijske grupe preuzele crni trokut kao simbol otpora diskriminaciji.

## Zastava duginih boja
Zastavu duginih boja je 1978. godine dizajnirao Gilbert Baker za potrebe lokalne zajednice LGBT-a u San Franciscu. Zastava se sastojala od osam pruga, a Baker je svakoj boji pridao posebno značenje. Danas je najrasprostranjeniji i najprepoznatljiviji simbol LGBT-ovskog pokreta. Tijekom vremena razvilo se mnoštvo varijacija originalne zastave koje predstavljaju različite pokrete i supkulture, a često se na zastavama pojavljuju i drugi simboli LGBT-a (lambda, ružičasti trokut, labris i sl.)

## Lambda
Malo grčko slovo lambda je kao svoj simbol izabrala Alijansa gejeva aktivista (engl. Gay Activists Alliance, akronim GAA) 1970. godine. U prosincu 1974. godine lambda je službeno prihvaćena kao međunarodni simbol gejskih i lezbijskih prava na Međunarodnom kongresu o gejskim pravima (engl. International Gay Rights Congress) održanom u Edinburghu, u Škotskoj. Iako postoje različita tumačenja značenja lambde, npr. da predstavlja prvo slovo riječi "oslobođenje" (engl. liberation), danas se općenito smatra da predstavlja jedinstvo pod ugnjetavanjem i zajedničku energiju oslobođenja. Lambda se tradicionalno prikazuje u ružičastoj boji na bijeloj podlozi ili u crnoj boji na ružičastoj podlozi.

## Labris
Labris odnosno dvosjekla sjekira, bila je oružje brončanodobne Grčke i kultni simbol u minojskoj kulturi. Tijekom 1970-ih ovaj simbol su prisvojile lezbijke i feministkinje kao simbol ženskog oslobođenja, solidarnosti i samodovoljnosti.

## Rodni simboli
Klasični rodni simboli proizašli su iz astroloških simbola - Venera za žene i Mars za muškarce. Od 1970-ih dva spojena muška simbola označavaju mušku homoseksualnost, a dva spojena ženska simbola žensku homoseksualnost. Biseksualnost se predstavlja kombinacijom dva ženska i muškog simbola za žensku biseksualnost ili dva muška i ženskog simbola za mušku biseksualnost.
- simbol ženske homoseksualnosti
- simbol muške homoseksualnosti
- simbol ženske biseksualnosti
- simbol muške biseksualnosti

## Transrodni simboli
Transrodnost se predstavlja simbolom koji je kombinacija muškog i ženskog simbola, kao i trećeg, novog simbola, nastalog spajanjem prva dva. Drugi simbol transrodnosti je zastava koja se prvi puta pojavila 2000. godine u povorci ponosa u Phoenixu, u Arizoni. Zastava se sastoji od pet vodoravnih pruga: dvije svijetloplave, dvije ružičaste i jedne bijele u sredini.
- simbol transrodnosti
- zastava ponosa transrodnih osoba

## Drugi simboli
- Merkur - simbol interseksualnosti
- zastava ponosa interseksualnih osoba
- zastava ponosa aseksualnih osoba
- simbol biseksualnosti
- zastava ponosa panseksualnih osoba
- simbol poliamorije
- zastava poliamorije
- Krajem 19. stoljeća zeleni karanfil simbolizirao je istospolne interese osobe koja ga je nosila, a posebno se povezuje s Oscarom Wildeom.[3]
- Logo najveće američke udruge za prava LGBT-a (Human Rights Campaign) u crvenoj varijanti, koji je posredstvom društvenih mreža postao međunarodno poznati simbol bračne jednakosti.[13][14]

## Više informacija
- LGBT-ovski slogani
- Kultura LGBT-a
- Zajednica LGBT-a

## Vanjske poveznice
- Enciklopedija kulture GLBTQ-a - simboli  Arhivirana inačica izvorne stranice od 3. veljače 2014. (Wayback Machine) (engl.)